# 32e assemblée générale de l'Île-du-Prince-Édouard
La 32e assemblée générale de l'Île-du-Prince-Édouard est en séance du 28 mars 1894 au 25 juin 1897. Le Parti libéral dirigé par Frederick Peters forme le gouvernement.
En 1894, le Conseil législatif est joint à la Chambre d'assemblée dans une chambre monocamérale connue sous le nom de l'Assemblée législative de l'Île-du-Prince-Édouard. Un député (en anglais assemblyman) et un conseiller sont élus pour chaque district électoral.
James H. Cummiskey est élu président de l'Assemblée législative de l'Île-du-Prince-Édouard.
Il y a quatre sessions à la 32e assemblée générale :
| Session | Début        | Fin           |
| ------- | ------------ | ------------- |
| 1re     | 28 mars 1894 | 9 mai 1894    |
| 2e      | 21 mars 1895 | 19 avril 1895 |
| 3e      | 24 mars 1896 | 30 avril 1896 |
| 4e      | 30 mars 1897 | 1er mai 1897  |

## Liste des membres

### Kings
| Circonscription | Député | Député                     | Parti        | Conseiller | Conseiller             | Parti        |
| --------------- | ------ | -------------------------- | ------------ | ---------- | ---------------------- | ------------ |
| 1er Kings       |        | James R. McLean            | Libéral      |            | Alexander D. Robertson | Libéral      |
| 2e Kings        |        | Arthur Peters              | Libéral      |            | Anthony McLaughlin     | Libéral      |
| 3e Kings        |        | Cyrus Shaw                 | Conservateur |            | James E. MacDonald     | Conservateur |
| 4e Kings        |        | Donald Alexander MacKinnon | Conservateur |            | George Aitken          | Libéral      |
| 5e Kings        |        | Archibald John Macdonald   | Conservateur |            | Daniel Gordon          | Conservateur |

### Prince
| Circonscription | Député | Député                              | Parti        | Conseiller | Conseiller                       | Parti        |
| --------------- | ------ | ----------------------------------- | ------------ | ---------- | -------------------------------- | ------------ |
| 1er Prince      |        | Jeremiah Blanchard                  | Conservateur |            | Benjamin Rogers                  | Libéral      |
| 2e Prince       |        | John Richards                       | Libéral      |            | Alfred McWilliams                | Libéral      |
| 3e Prince       |        | Joseph-Octave Arsenault (1894-1895) | Conservateur |            | John Alexander MacDonald         | Conservateur |
| 3e Prince       |        | Stephen Gallant (1895-1897)         | Conservateur |            | John Alexander MacDonald         | Conservateur |
| 4e Prince       |        | John H. Bell                        | Libéral      |            | Alexander Laird, Jr. (1894-1896) | Libéral      |
| 4e Prince       |        | John H. Bell                        | Libéral      |            | William Campbell (1896-1897)     | Conservateur |
| 5e Prince       |        | George Godkin                       | Libéral\|    |            | Angus McMillan                   | Libéral      |

### Queens
| Circonscription | Député | Député                        | Parti   | Conseiller | Conseiller           | Parti   |
| --------------- | ------ | ----------------------------- | ------- | ---------- | -------------------- | ------- |
| 1er Queens      |        | Alexander Bannerman Warburton | Libéral |            | Peter Sinclair (Sr.) | Libéral |
| 2e Queens       |        | Joseph Wise                   | Libéral |            | Donald Farquharson   | Libéral |
| 3e Queens       |        | Frederick Peters              | Libéral |            | James Cummiskey      | Libéral |
| 4e Queens       |        | Hector C. McDonald            | Libéral |            | George Forbes        | Libéral |
| 5e Queens       |        | Lemuel E. Prowse              | Libéral |            | Benjamin Rogers      | Libéral |